# Kodak 35
Kodak 35 перший в США фотоапарат компанії Eastman Kodak, що використовував 35-мм фотоплівку типу 135. На базі камери Kodak 35 розпочали 1940 виготовлення камери Kodak 35 Rangefinder з далекоміром.

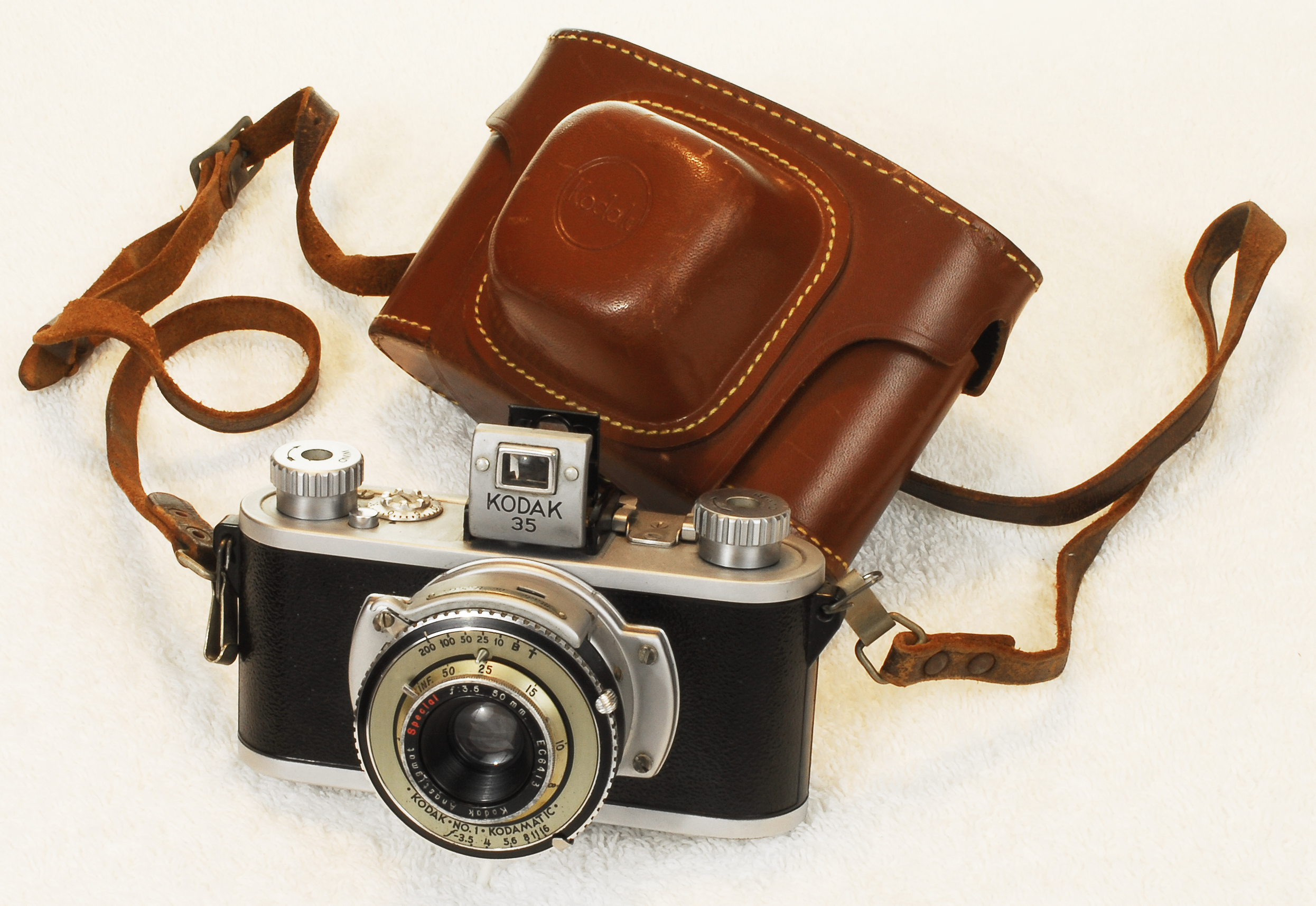
Kodak 35

## Історія
Компанія Eastman Kodak розпочала 1934 виготовлення 35-мм фотоплівки типу 135 на базі 35-мм кіноплівки.  Під неї у німецькій філії компанії "Kodak AG" розпочали 1934 виготовлення фотокамер Kodak Retina, яку імпортували до США. Через загострення світової ситуації і можливим труднощам у постачанні камери було вирішено розпочати 1938 виготовлення у США камери під даний тип плівки. З 1935 розпочалось виготовлення кольорової плівки Kodachrome.
Перші модифікації камери виготовляли без далекоміра з видошукачем по центру корпусу. Kodak 35 був розрахований 36 кадрів формату 24×36 мм, причому плівка розміщувалась у касетах, що дозволяло її легко замінити при денному світлі. На відміну від Kodak Retina об'єктив у Kodak 35 жорстко кріпився на корпусі. Затвор зводився від зубчатої муфти, яку приводила в дію перфорація плівки. Завдяки цьому неможливо звести затвор без перемотування плівки і це запобігає подвійній експозиції. Для уникнення порожніх кадрів на корпусі був червоний індикатор перемотування плівки. Спуск затвора мав захист у вигляді невеликої кришки від випадкового натискання. Корпус з чорного бакеліту закривався кришками з хромованого металу. Для заміни плівки знімалась задня і нижня кришки. Така конструкція була м повторена у камері ФЕД-2. У післявоєнних модифікаціях появився далекомір, був доданий тримач фотоспалаху, але ручки перемотування виготовляли з білого пластику. На камери встановлювали об'єктиви Kodak Anastigmat і Kodak Anastigmat Special.
Kodak 35 виготовляли у 1938-1949 роках з перервою у 1942-1945 роках. Через конкуренцію з камерою Argus A з 1940 на камеру встановили далекомір - Kodak 35 RF. Вартість Kodak 35 виносила 40 доларів на 1938 (еквівалент 580 доларів на 2007).

### Модифікації
- 1938-1945: Kodak Anastigmat f:5.6/50мм  KODEX SHUTTER
- 1938-1949: Kodak Anastigmat Special f:3.5/51мм KODAMATIC SHUTTER
- 1946-1947: Kodak Anastigmat f:4.5/50мм FLASH DIOMATIC SHUTTER
- 1947-1948: Kodak Anastigmat Special f:3.5/51мм FLASH KODAMATIC SHUTTER
- 1947-1948: Kodak Anaston f:4.5/50мм FLASH DIOMATIC SHUTTER